# Vinko Puljić
Vinko Puljić, né le 8 septembre 1945, est un cardinal croate de Bosnie-Herzégovine, archevêque de Vrhbosna (ou Sarajevo) de 1991 à 2022.

## Biographie
Né à Priječani, près de Banja Luka en Yougoslavie (actuellement en Bosnie-Herzégovine), de parents croates, Ivan et Kaja, il est le douzième enfant d'une fratrie de treize. Sa mère meurt quand il a trois ans et son père se remarie. Il fait ses études au petit séminaire de Zagreb en Croatie, puis il étudie la philosophie et la théologie au grand séminaire de Đakovo (en Croatie).

### Prêtre
Vinko Puljić est ordonné prêtre le 29 juin 1970 pour le diocèse de Banja Luka en Bosnie-Herzégovine. 
Il a exercé divers ministères en paroisse avant de rejoindre l'équipe de prêtres animant le séminaire de Zadar, en Croatie. En 1987, il retourne au diocèse de Banja Luka. En 1990, il est transféré à Sarajevo comme vice-recteur du grand séminaire, quelques mois seulement avant d'être nommé archevêque.

### Évêque
Nommé archevêque de l'archidiocèse de Vrhbosna (Sarajevo) le 19 novembre 1990, Puljić est consacré le 6 janvier 1991 par le pape Jean-Paul II dans la basilique Saint-Pierre de Rome. 
Quelques mois après son installation, le conflit des Balkans plonge le pays dans la guerre civile, la ville même de Sarajevo est assiégée et doit payer un lourd tribut. Il mobilise alors les catholiques pour sortir de la guerre et rappelle inlassablement au respect des droits inaliénables de la personne humaine, sans distinction de race ni de religion.
En avril 1997, il peut enfin accueillir Jean-Paul II à Sarajevo. Ce voyage, prévu dès septembre 1994, avait dû être repoussé car les conditions de sécurité n'étaient pas réunies.
Il se retire de sa charge d'archevêque de Vrhbosna le 29 janvier 2022.

### Cardinal
Vinko Puljić est créé cardinal par Jean-Paul II au consistoire du 26 novembre 1994 avec le titre de cardinal-prêtre de Santa Chiara a Vigna Clara.
Au sein de la Curie romaine, il est membre de la Congrégation pour l'évangélisation des peuples et du Conseil pontifical pour le dialogue inter-religieux.
Il préside la Conférence épiscopale de Bosnie-Herzégovine depuis 2005, après l'avoir déjà été de 1995 à 2002.
Le 18 septembre 2012, le pape Benoît XVI le nomme à la tête de la 13e Assemblée générale ordinaire du Synode des évêques, au Vatican.
Il fait partie des cardinaux électeurs qui ont participé au conclave de 2005 qui élit Benoît XVI et est également présent à celui de 2013 qui élit François.
Il est actuellement le cardinal électeur appelé à assumer la fonction de protoprêtre en cas de conclave, ce dernier à pour mission de prononcer la prière formelle lors de l'inauguration d'un nouveau pape, après que le protodiacre a remis le pallium et avant que le doyen du Collège présente l'Anneau du pêcheur.
Bien qu'annoncé absent au départ pour des raisons de santé, il participe finalement au conclave de 2025 qui voit l'élection du pape Léon XIV. Il est le plus ancien électeur de ce conclave, le dernier créé au XXe siècle et par conséquent au IIe millénaire (1001-2001). En cette qualité, il assume la fonction de protoprêtre.